# Sultanbeyli (district)
Pour les articles homonymes, voir Sultanbeyli.
Sultanbeyli est l'un des 39 districts de la ville d'Istanbul, en Turquie.

## Administration
Le district de Sultanbeyli est divisé en 15 quartiers :
- Abdurrahmangazi
- Adil
- Ahmet Yesevi
- Akşemseddin
- Battalgazi
- Fatih
- Hamidiye
- Hasanpaşa
- Mimar Sinan
- Mecidiye
- Mehmet Akif
- Necip Fazıl
- Orhan Gazi
- Turgut Reis
- Yavuz Selim